# Pa i torraina de llardó
Pa i torraina de llardó o greixó són unes torraines de carn de porc enfarinades. Compten amb llevat i mantega generalment i són típics del Perú.
El pa amb llardons és un entrepà que es ven en llocs ambulants o a les sangucherías, i típic de la gastronomia del Perú, concretament de Lima, a base de llardons de porc, camote fregit i salsa criolla dins d'un pa francès.
Es consumeix preferentment com a part de l'anomenat esmorzar crioll dominical, que consta de pa amb llardons, tamal, farcit fregit (una mena de botifarra picant) i cafè.